# Касильо
Касѝльо (на италиански: Cassiglio; на ломбардски: Cassèi, Касей) е село и община в Северна Италия, провинция Бергамо, регион Ломбардия. Разположено е на 602 m надморска височина. Населението на общината е 110 души (към 2017 г.).